# Рыбная ловля

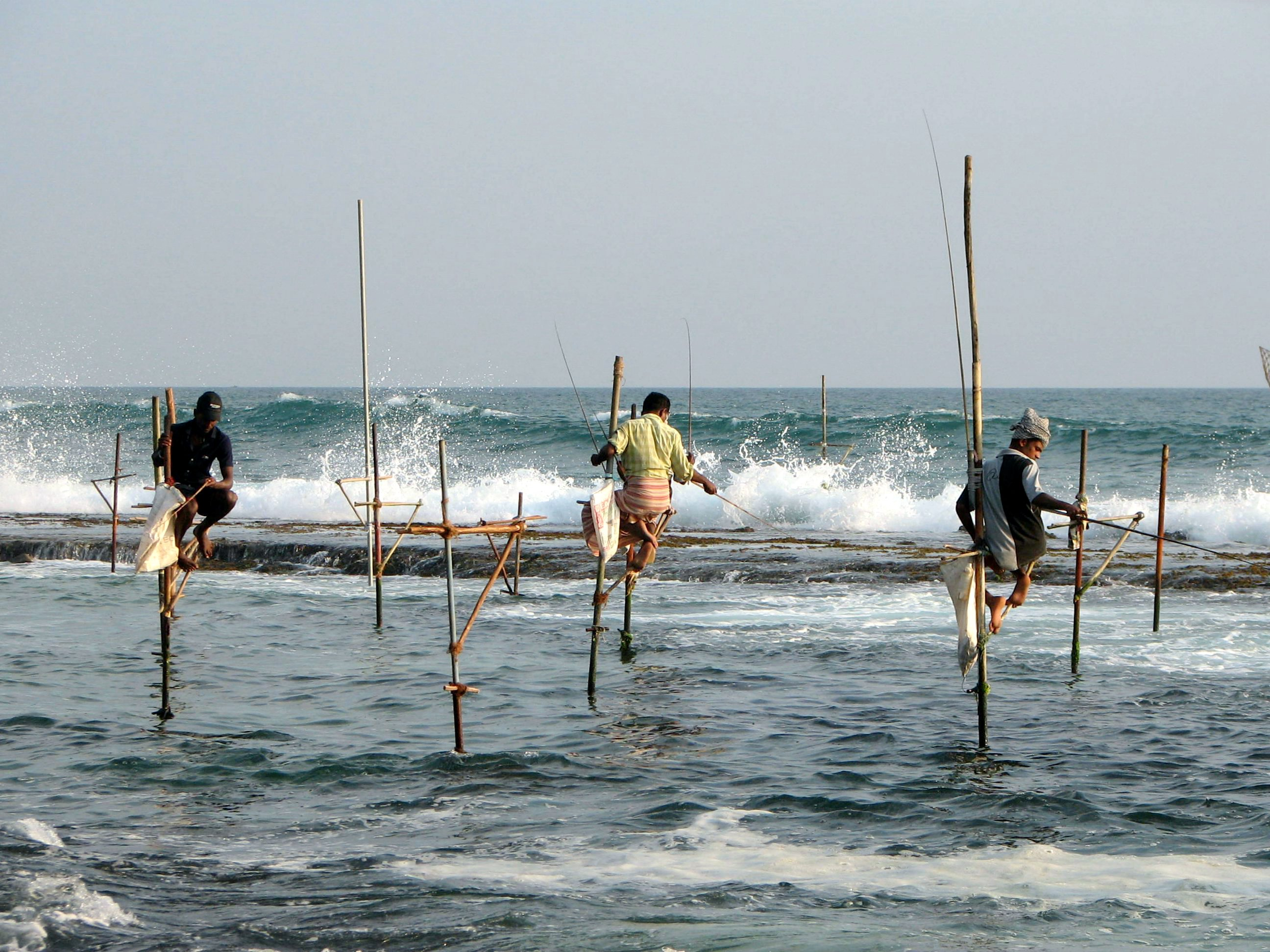
Рыбная ловля на Шри-Ланке.

Рыбная ловля (Ужение) — способ добычи рыбы из различных водоёмов.
Ловля рыбы может быть промыслом или разновидностью отдыха. Помимо рыбы, в качестве добычи могут выступать различные морепродукты: моллюски, ракообразные и иглокожие; как правило, термин «рыбная ловля» не применяется к добыванию рыбы, выращенной на рыбоводческих фермах, а также к добыче морских млекопитающих: китообразных, ластоногих, сирен. Для ловли рыбы используются такие приспособления, как удочка, рыболовная сеть, гарпун и другое.
По данным ФАО, мировой вылов рыбы (без производства продукции аквакультуры) в 2009 году составил 90 млн тонн, а всего потребление рыбы на душу населения в мире в 2009 году составило 17,2 кг/чел., из которых на долю рыбы, выловленной в дикой среде пришлось 62 %. В дополнение, общий мировой улов в любительском (рекреационном) рыболовстве, по оценкам, составляет порядка 2 млн тонн рыбы в год и представляет собой существенный источник животного белка, особенно — в развивающихся государствах.

## Происхождение рыбной ловли

### Первобытное рыболовство

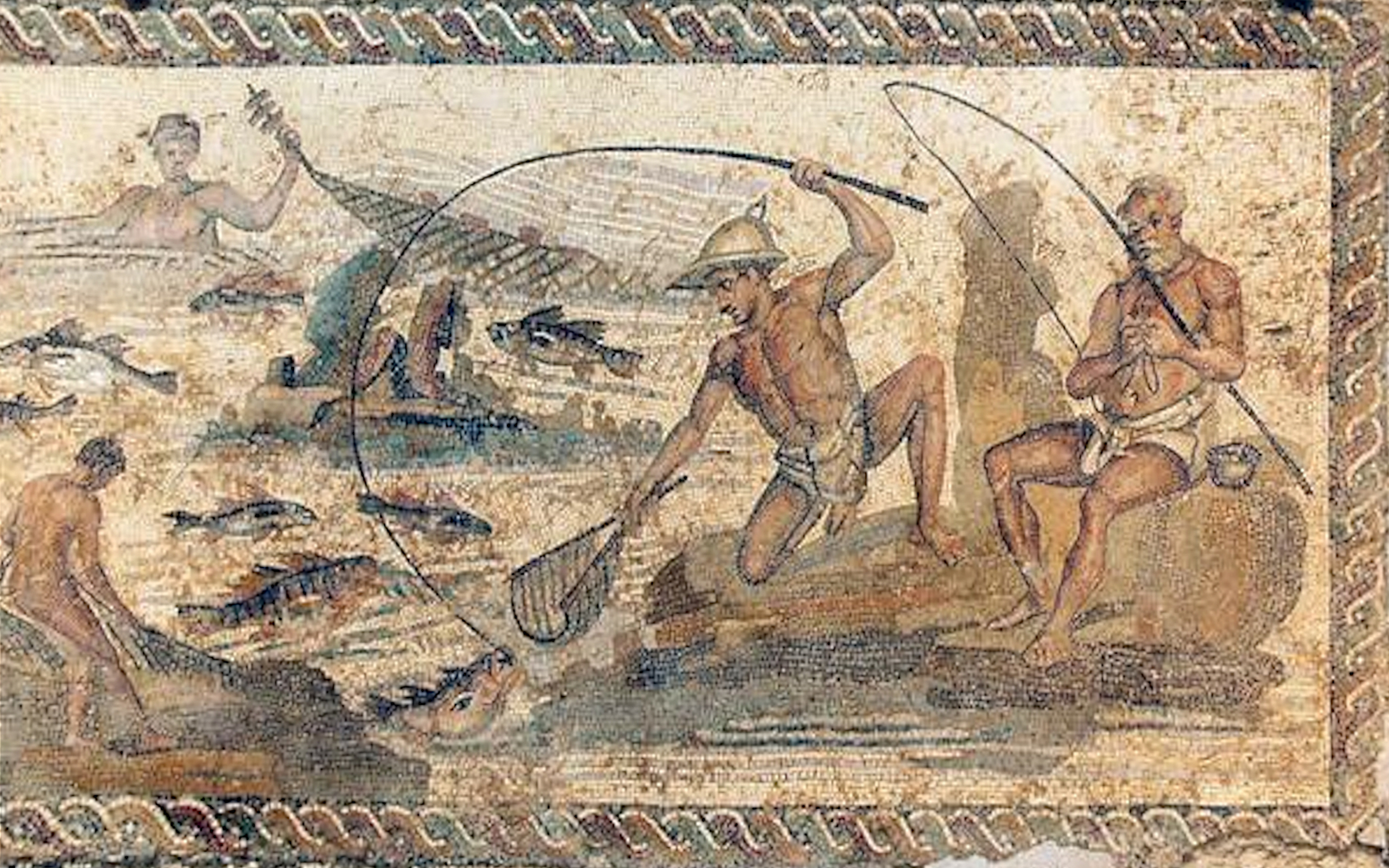
Ловля рыбы на удочку и сетями. Римская мозаика виллы Нила близ Лептис-Магна (Ливия), II в. н. э.

Рыбная ловля — одна из древнейших форм пропитания людей, применяемая ещё со времён среднего палеолита наряду с охотой и собирательством, о чём свидетельствуют найденные в пещере Бломбос останки рыб и ластоногих. Вследствие этого рыбная ловля как важнейшее из занятий крепко укоренилось в жизнедеятельности всего человечества и неуклонно развивается по сей день.
Ещё в первобытном обществе насущная потребность в рыбе вынуждала людей селиться около воды — рек, озёр, морей, став одним из важных факторов первобытного расселения, что оказало неоспоримое влияние на последующую этнокультуру расположения деревень и городов. В глубокой древности уже появлялись целые рыбацкие поселения, жители которых из поколения в поколение передавали свои знания и навыки ловли и обработки рыбы.
Во времена становления первых цивилизаций добываемая рыба являлась ценным ресурсом при товарном обмене. Это послужило экономической основой распространения рыболовства как прибыльного ремесла.
Далекие предки людей архантропы и неандертальцы способны были ловить рыбу в неглубоких водоемах «голыми руками». У индейских племен Амазонии зафиксирован несколько более «совершенный» способ ловли рыбы в неглубоких заводях методом оглушения с помощью веток, подробно описанный в 1950-е годы белой бразильянкой Хеленой Валеро, в течение 20 лет прожившей среди племен яномамо.
Достоверные археологические свидетельства о рыбной ловле как отдельном роде деятельности с использованием гарпуна, остроги, удилища и примитивных ловушек существуют начиная с эпохи среднего палеолита. Наиболее древние из рыболовных крючков были обнаружены в 2016 году на острове Окинава, в Японии. По предварительной оценке, возраст крючков составляет 23 тысячи лет, а материал, из которого они были сделаны — раковины морских моллюсков.
Ко временам мезолита относится появление первых рыболовных сетей. С гарпуном рыбу стало ловить гораздо проще, поскольку благодаря костяным крючьям на конце гарпуна она не могла ускользнуть. С помощью сетей появилась возможность добывать и запасать ее в значительном количестве. В мифологии разных народов плетение сетей является особым искусством, которое сродни умению ковать мечи или строить суда.
В разных регионах мира у примитивных племен этнографами издавна засвидетельствован оригинальный способ речного рыболовства — с помощью растительных ядов. Для ловли рыбы с помощью последних маленькие речки или ручьи сначала перегораживали в самых узких местах каменными, деревянными, прутяными запрудами или плетеными загородками. Затем измельчали корни растений или измочаливали их стебли и листья, после чего кидали их в воду выше по течению. Через несколько минут собирали всплывшую кверху брюхом отравленную рыбу.
Индейцы Амазонии употребляли для этого сок кустарника ассаку, древесные корни брабаско, побеги лиан тимбо, лонхокарпус, сок юкки. В Юго-Восточной Азии для этой цели использовали корешки растения кро и шань-яна, в Океании — плоды дорриса, листья амониума, семечки плодов барингтонии. В горных районах Центральной Азии местные народы для ловли рыбы применяли коровяк джунгарский (медвежье ухо).
Все эти ядовитые для рыб растения и их соки безвредны для человека, и потому пойманную таким методом рыбу можно сразу употреблять в пищу.
Рыболовство стало третьим по важности занятием древних людей после собирательства и охоты. У многих племён оно становилось основным источником существования (например, у некоторых племён северо-запада Северной Америки). Рыболовство обычно сочеталось с собирательством, охотой, земледелием. У скотоводческих племён рыболовство значительной роли не играло. Формы и способы традиционного рыболовства, равно как и орудия, были весьма разнообразны и представляли собой почти все известные способы непромысловой рыбной ловли: запруды, сети, корзины, удочки, рыбные колёса и т. д. С возникновением обмена и торговли у многих народов рыболовство постепенно принимает форму промысла, а в новейшее время оно приобрело промышленный характер.
Около 2000 года до н. э. в Древнем Египте появляются первые свидетельства об ужении рыбы с лодок.

### Рыбный промысел

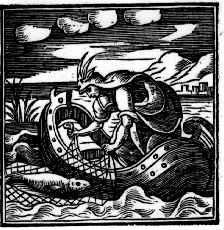
Рыбак, гравюра, 1531 г.

По мере и наряду с развитием типов сельскохозяйственной специализации (земледелие, скотоводство и др.) развивался и рыбный промысел. Одна из старейших рыболовных сетей, найденная в местечке Антреа (дер. Корпилахти, Карелия, Россия) датируется 8540 г. до н.э.
Современная промышленная (промысловая) ловля рыбы и морепродуктов называется рыболовством. Это мощная отрасль, включающая добычу и переработку рыбы на месте, её транспортировку. Промысловое рыболовство считается одним из основных видов деятельности людей, обеспечивающей значительную часть населения Земли продуктами питания.
На промысловое рыболовство существенно повлияло развитие техники и науки. Использование крупных рефрижераторных судов, рыбоконсервных плавучих баз позволяет вести промысел в удалённых районах Мирового океана; с помощью гидролокации, а также специальной авиационной разведки, обнаруживаются рыбьи косяки. С помощью этого же гидролокационного оборудования ведётся контроль положения придонных орудий лова. Радионавигационные системы связи снижают зависимость от погоды. За счёт применения новых материалов (синтетические волокна) улучшилось качество рыболовных снастей. Планирование работы отрасли ведётся на научной основе.
С промысловой точки зрения добываемая рыба делится: на морскую (живущую всегда в море), проходную (проводящую часть жизни в море, а часть — в реках, куда она заходит  для икрометания) и на пресноводную (живущую постоянно в реках, озёрах и т. п.). Наиболее важные промысловые рыбы относятся к семейству сельдевых (Clupeidae) и тресковых (Gadidae). Менее важное, но всё же весьма большое промысловое значение, особенно в России, имеют рыбы из семейства карповых (Cyprinidae), лососёвых (Salmonidae) и осетровых (Acipenseridae).

## Оснастка
также: снасти

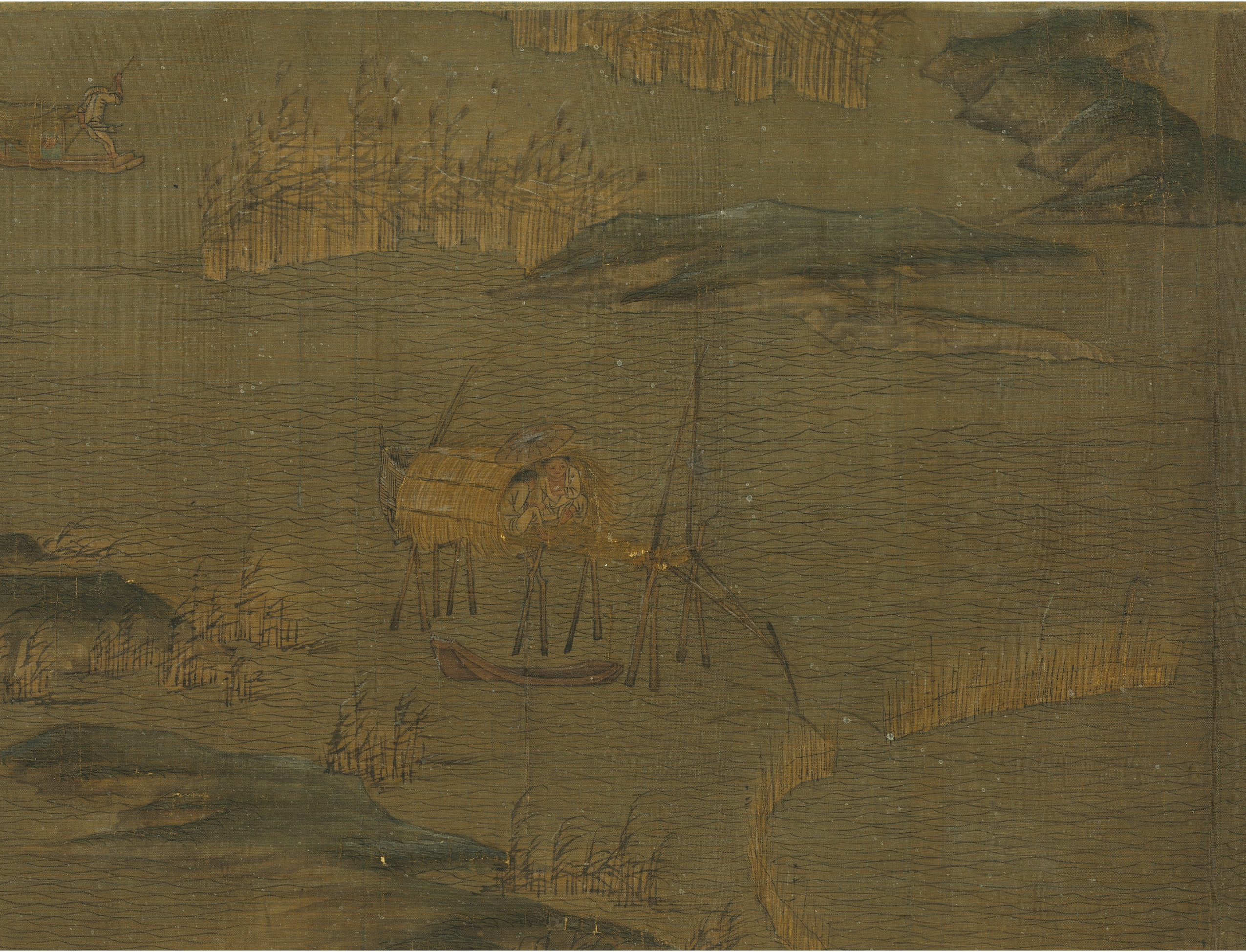
Китайский художник Чжао Гань. Ловля рыбы на реке. Фрагмент свитка, X век

Для ловли рыбы используются такие приспособления, как удочка, рыболовная сеть, гарпун и другое.
На современном этапе, за счёт применения новых материалов (синтетические волокна) качество рыболовных снастей улучшилось.

## Рекреационное рыболовство
В современном мире практика любительской рыбалки всё больше отходит от целевого добывания улова и становится видом отдыха, спорта или туризма (Рыболовный туризм). В то же время это увлечение требует наличия своей мировой индустриальной базы в области серийного производства снастей, оборудования специальных рыболовных мест. Кроме того, рациональное освоение именно рекреационных рыбных ресурсов нуждается в серьёзном научном обосновании. Всё это говорит в пользу отнесения любительского рыболовства к разряду самостоятельно прогрессирующих отраслей (в экономиках наиболее развитых государств).

### Принятая терминология
Терминологически, близкие по смыслу слова «рыбалка», «рыболовство» и «рыбная ловля» различаются контекстом употребления.
Слово «рыба́лка» используется, главным образом, в обиходе и традиционно означает занятие выуживанием рыбы из водоёма с целью прокорма или просто для развлечения.
«Рыболовство» — более наукообразный термин, который применяется с целью получения точных определений. 
«Рыбная ловля» — обобщающее собирательное словосочетание, означающее рыболовство в широком смысле слова. 

«Увлечение рыбалкой во всем мире имеет самый массовый характер отдыха среди всех видов отдыха на природе. В отечественной литературе чаще встречается термин «любительское рыболовство», зарубежные авторы применяют термин «рекреационное рыболовство». Под рекреационным (польск. rekreacja - отдых, от лат. recreatio - восстановление) рыболовством понимается рыбная ловля, имеющая целью отдых на водоеме и трофей в виде небольшого улова, добываемого посредством разрешенных для такой ловли орудий лова. Мы считаем, что термин «рекреационное рыболовство» наиболее полно отвечает современным требованиям рыболовов-любителей»(курсив ред.). 

### Законодательное регулирование
Рыбалка делится на любительскую и спортивную. В отличие от рыболовства, рыбалка — развлечение, досуг, вид отдыха, туризма и спорта.

#### За рубежом
В некоторых странах рыба не погибает от удушья, а отпускается обратно в водоем спустя какое-то время. Чаще всего из повреждений остаются лишь проколы от крючка в губе или жабрах рыбы.